# Qing chun huo hua
Qing chun huo hua è un film del 1994 diretto da Andy Wing-Keung Chin.
Conosciuto anche come Victory (titolo inglese)

## Trama
Uno sventato insegnante di scienze viene convinto ad allenare una squadra perdente di pallavolo.